# Sergels torg

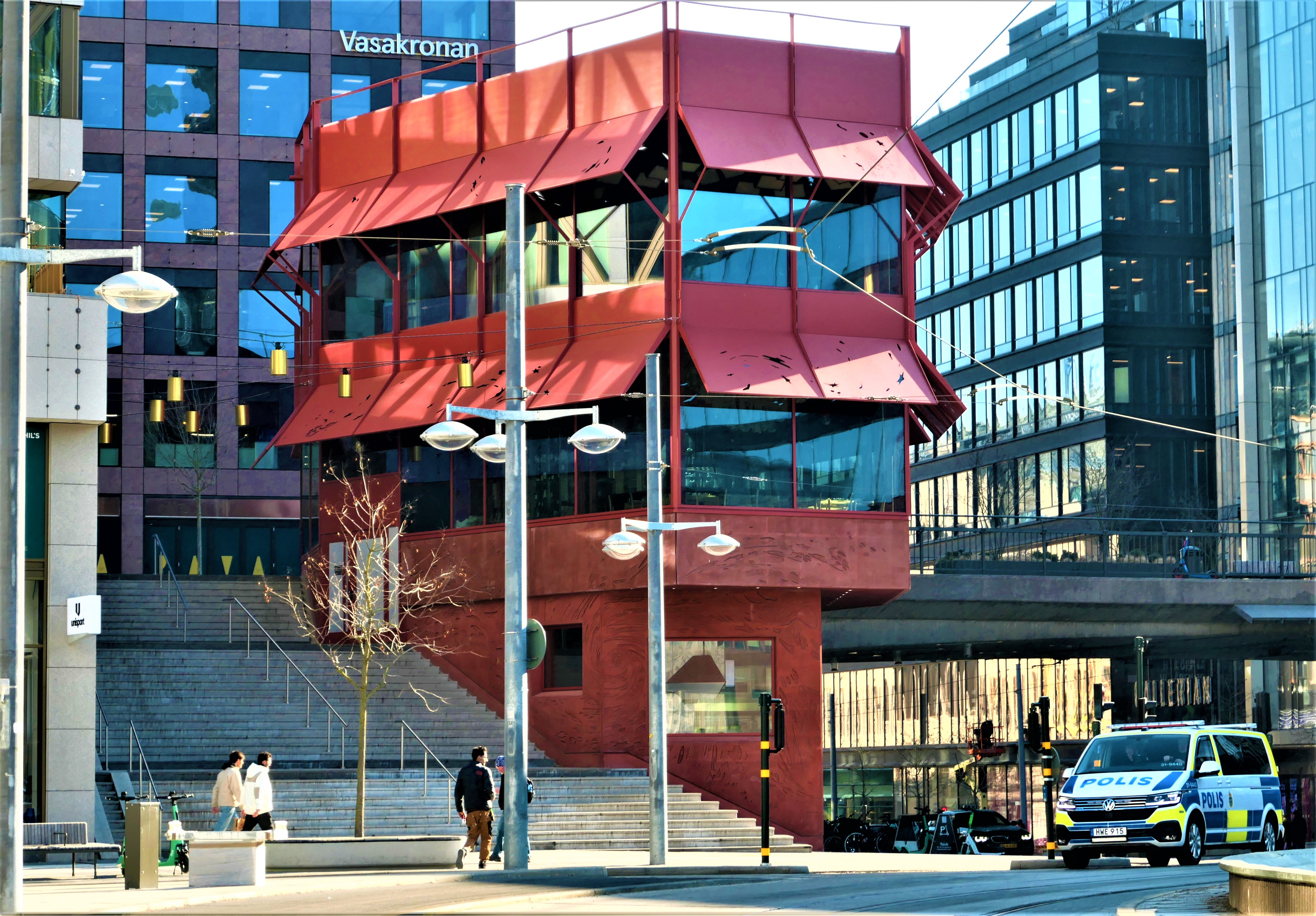
Röda Huset mellan Soltrappan och Hamngatan, 2022.

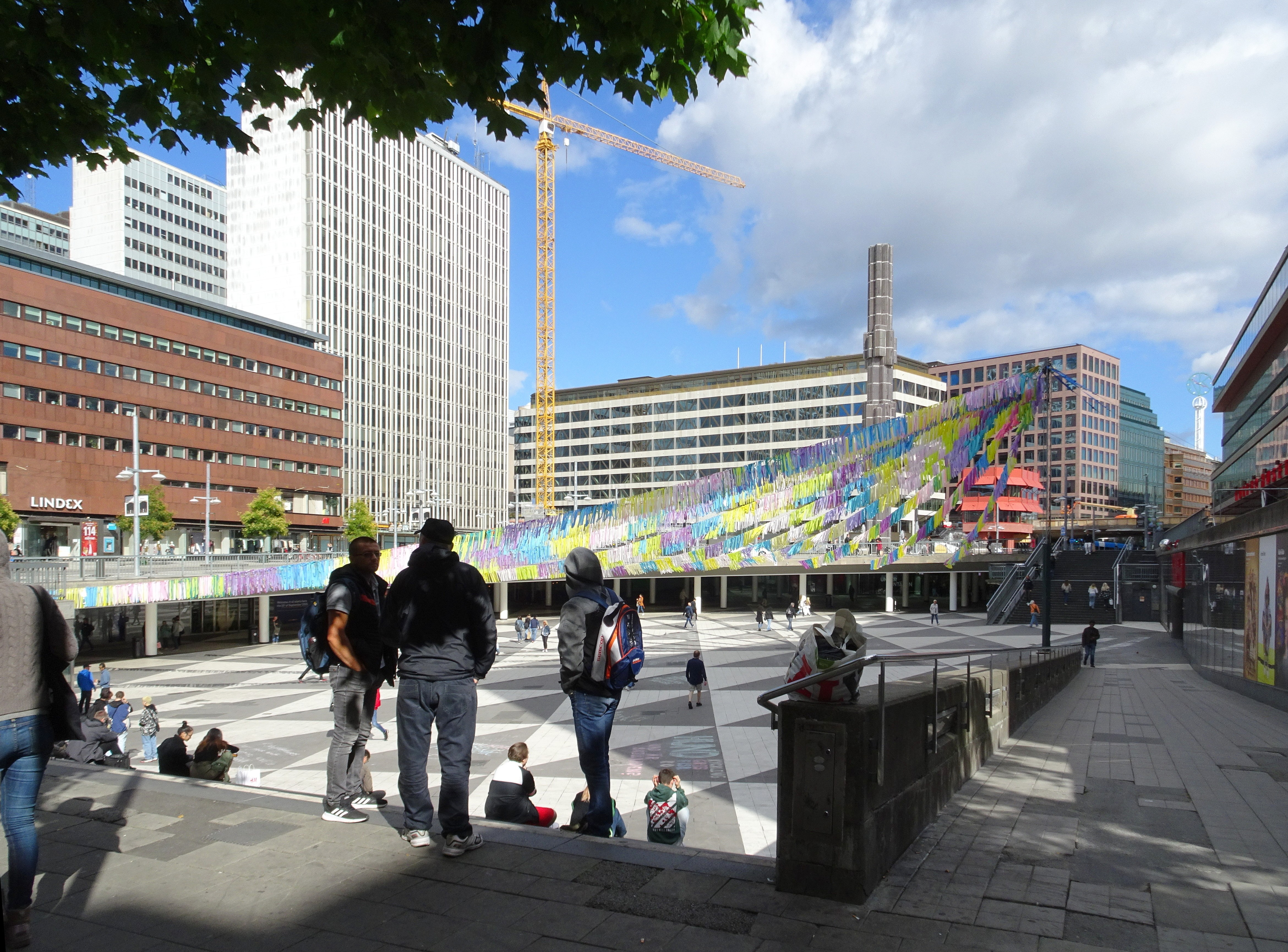
Sergels torg vy österut, september 2020.

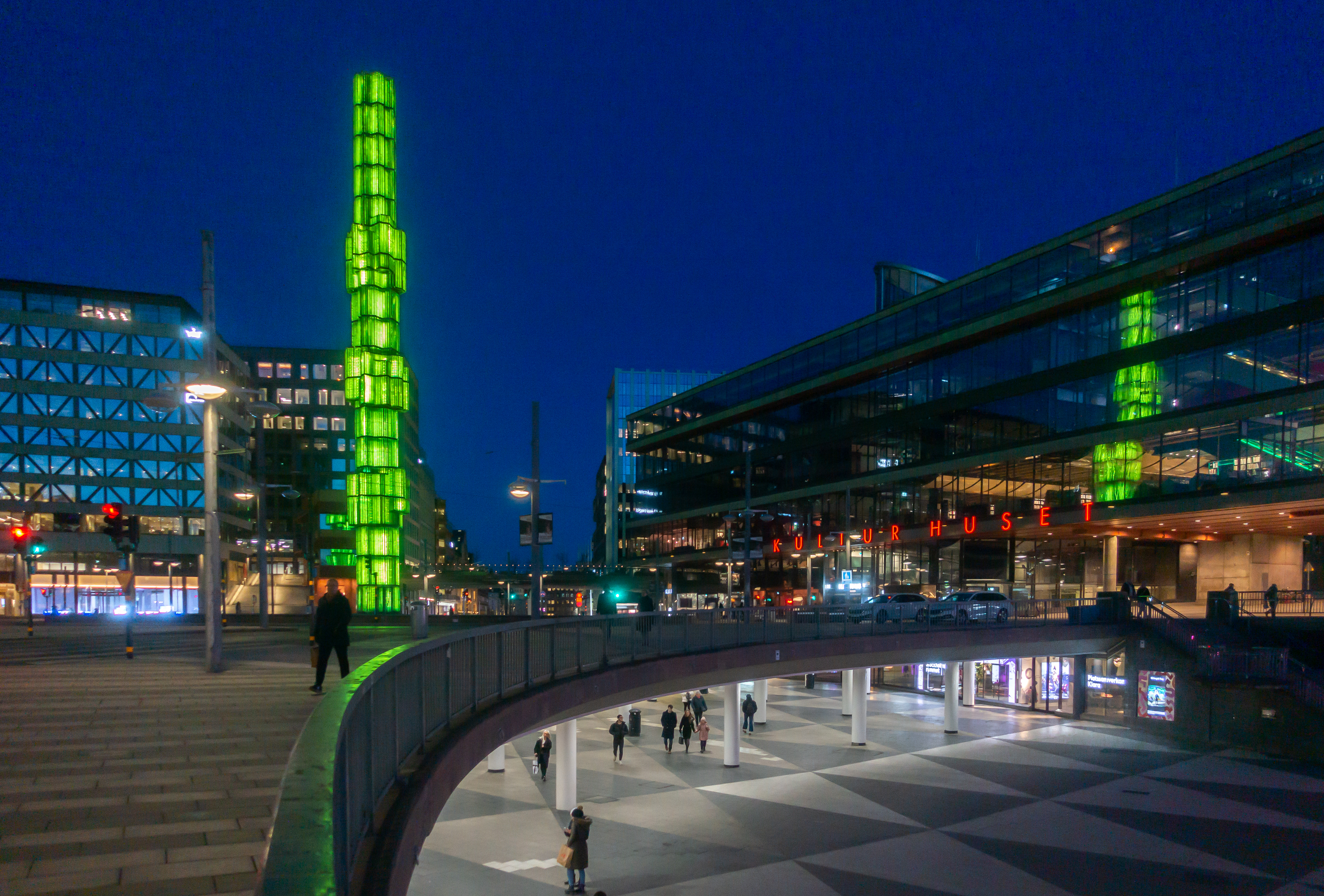
Sergels torg med glasobelisken by night 2021.

Sergels torg (under planeringen även Sveaplatsen) är ett torg mitt i centrala Stockholm. Torget har fått sitt namn efter bildhuggaren Johan Tobias Sergel. Det nuvarande torgets nedre del, som i folkmun kallas "Plattan", ligger ungefär 10 meter under den gamla bebyggelsens marknivå, som låg i jämnhöjd med Malmskillnadsbron över Hamngatan. Den nedre delen, i torgets västra del, är belagd med svart och vit markbeläggning i ett storskaligt triangelmönster.
Sergels torg avgränsas västerut av Drottninggatan, norrut av Klarabergsgatan och den sydligaste av de fem Hötorgsskraporna samt Hötorgscity, söderut av Kulturhuset och österut av en cirkulationsplats där Klarabergsgatan, Sveavägen och Hamngatan möts. År 2020 öppnades en helt ny förbindelse från Sveavägen och Sergels torg upp till Malmskillnadsgatan i form av en bred trappa, Soltrappan. I skärningspunkten mellan Soltrappan, Hamngatan, Sergels torg och Malmskillnadsgatan finns Röda Huset eller Sergelpaviljongen, en byggnad färdigställd 2020.
I cirkulationsplatsens mitt finns Sergelfontänen i form av en superellips, en form som föreslogs av den danske konstnären och matematikern Piet Hein genom kontakt med arkitekt David Helldén. I fontänen står skulpturen Kristallvertikalaccent, en glaspelare ritad av skulptören Edvin Öhrström och invigd 1974. Vid torgets västra sida finns en av de stora entréerna till T-centralen, central för Stockholms tunnelbana, och vid den östra sidan återfinns bankpalatset Hästskon 12.
Sedan år 2000 ingår Sergels torg i en miljö av riksintresse för kulturmiljövården. Torget och dess byggnader är blåmärkta av Stadsmuseet i Stockholm vilket innebär att platsen har "synnerligen höga kulturhistoriska värden".
Under 2012-2018 genomfördes en större renovering av området runt torget.

## Namnet
Att ge nuvarande Sergels torg ett passande namn var en fråga som engagerade beslutsfattare och allmänheten under lång tid. Planeringen av torget tog 32 år och att bygga det ytterligare sju år. Det blivande Sergels torg kallades ursprungligen Sveaplatsen och dök upp för första gången år 1928 i Albert Lilienbergs generalplan som en nord-sydligt orienterad plats i korsningen mellan Sveavägen och Klarabergsgatan-Hamngatan. 
När namnet slutligen skulle bestämmas 1961 var namnberedningen dock tveksam. Sveaplatsen kunde lätt blandas ihop med Sveaplan (i norra änden av Sveavägen) och dessutom ansågs kopplingen till Moder Svea som otidsenlig. I beredningen stannade man efter flera års diskussion för två alternativ: Malmtorget och Klara torg. Malmtorget blev namnberedningens slutgiltiga val. På förslag av Evert Taube beslöt dock stadsfullmäktige att platsen skulle heta Sergels torg.

## Historik

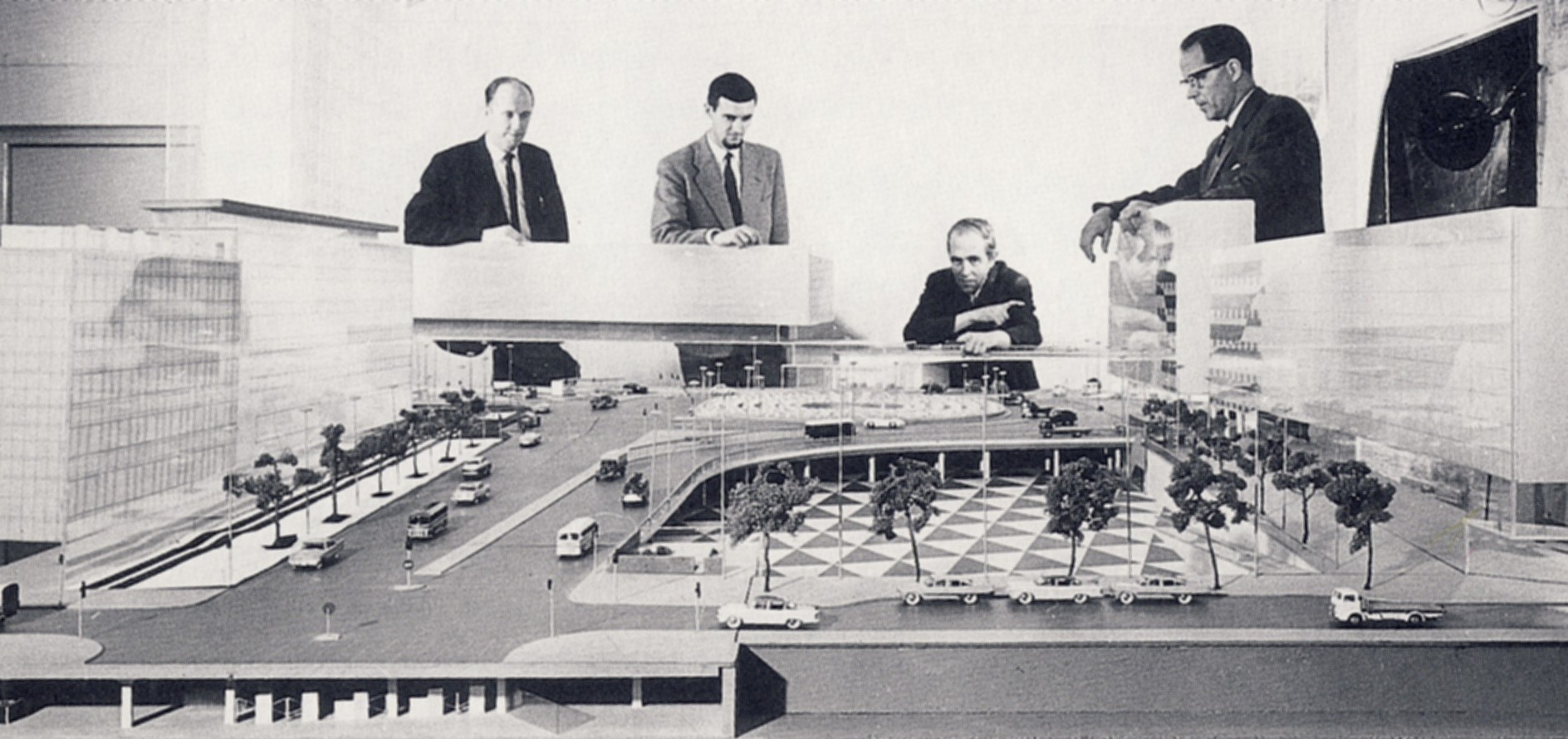
David Helldén (i mitten på huk) diskuterar modellen till Sergels torg 1965 (med Högertrafikomläggningen genomförd).

År 1957 kom ett förslag med ett nedsänkt delvis övertäckt fotgängartorg som förplats till tunnelbanan och över detta – i gatunivå – en trafikplats. Mot Drottninggatan fanns ett hus upplyft på pelare, varför det öppna gångtorget blev förhållandevis litet.
Den slutliga lösningen av torgets mittparti med dess helglasade centrumbyggnad i bottenplanet är inspirerad av fotgängarhallen Opernpassage i Wien. Man bestämde sig för något slags moment i mitten av trafikrondellen för att det inte skulle vara någon öppning mellan planen. Helldén designade bassängen med sina ljusintag till den undre nivån och den helglasade mittbyggnaden, även den i form av en superellips, samt den stora fritrappan mot Drottninggatan.
Det klassiska triangelmönstret skapades av den dansk-svenske arkitekten Jörgen Kjærgaard (1927-2025). Mönstret blev så ikoniskt att att det även hamnade på saker som slipsar, filtar, brickor och loggor; något som dock inte uppskattades av skaparen själv då han ansåg det vara varumärkesintrång.
Glasobelisken (kallad Kristallvertikalaccent) är en skulptur av Edvin Öhrström som stod färdig 1974. Den är 37 meter hög och det var tänkt att det skulle rinna vatten längs dess kanter, men det gick inte att genomföra. Efter ett missöde som sotade glasprismorna fick den invändiga belysningen inte full effekt, men vid renoveringen 2017 installerades LED-belysning och obelisken kan lysa nu i flera olika färger.

## Historiska bilder

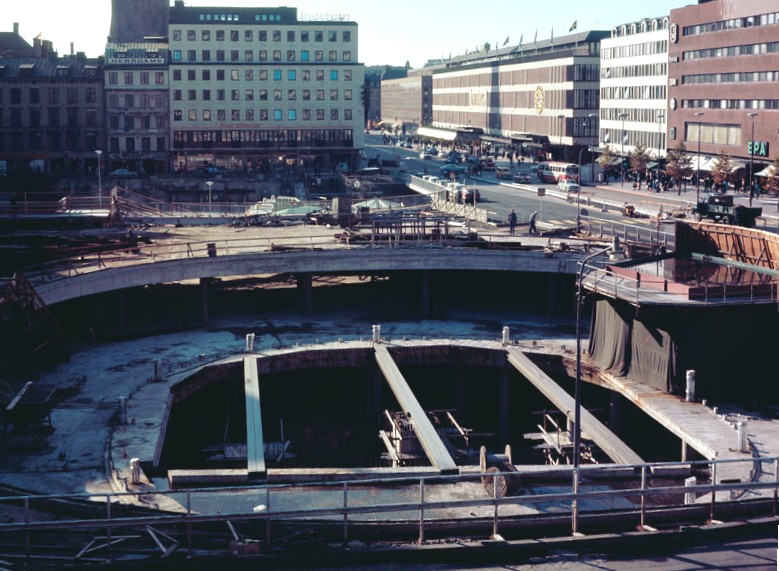
1966
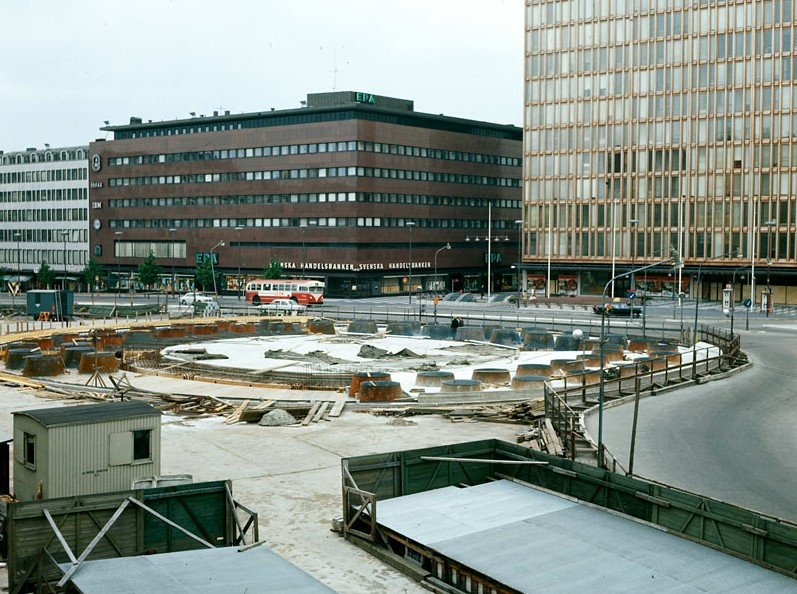
1967
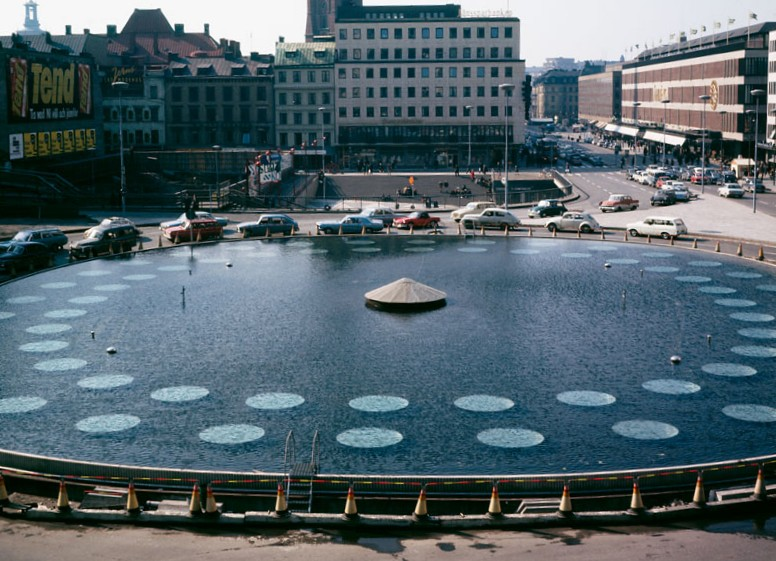
1968
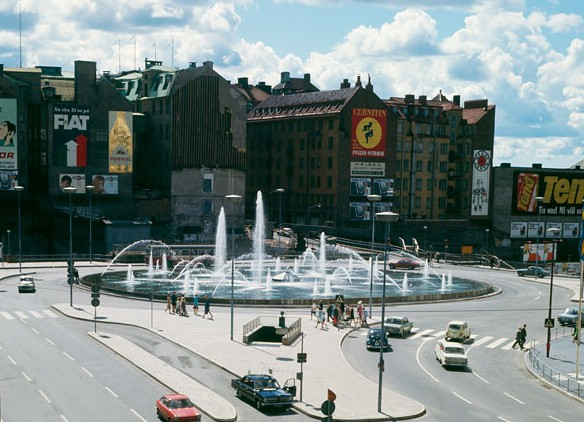
1968
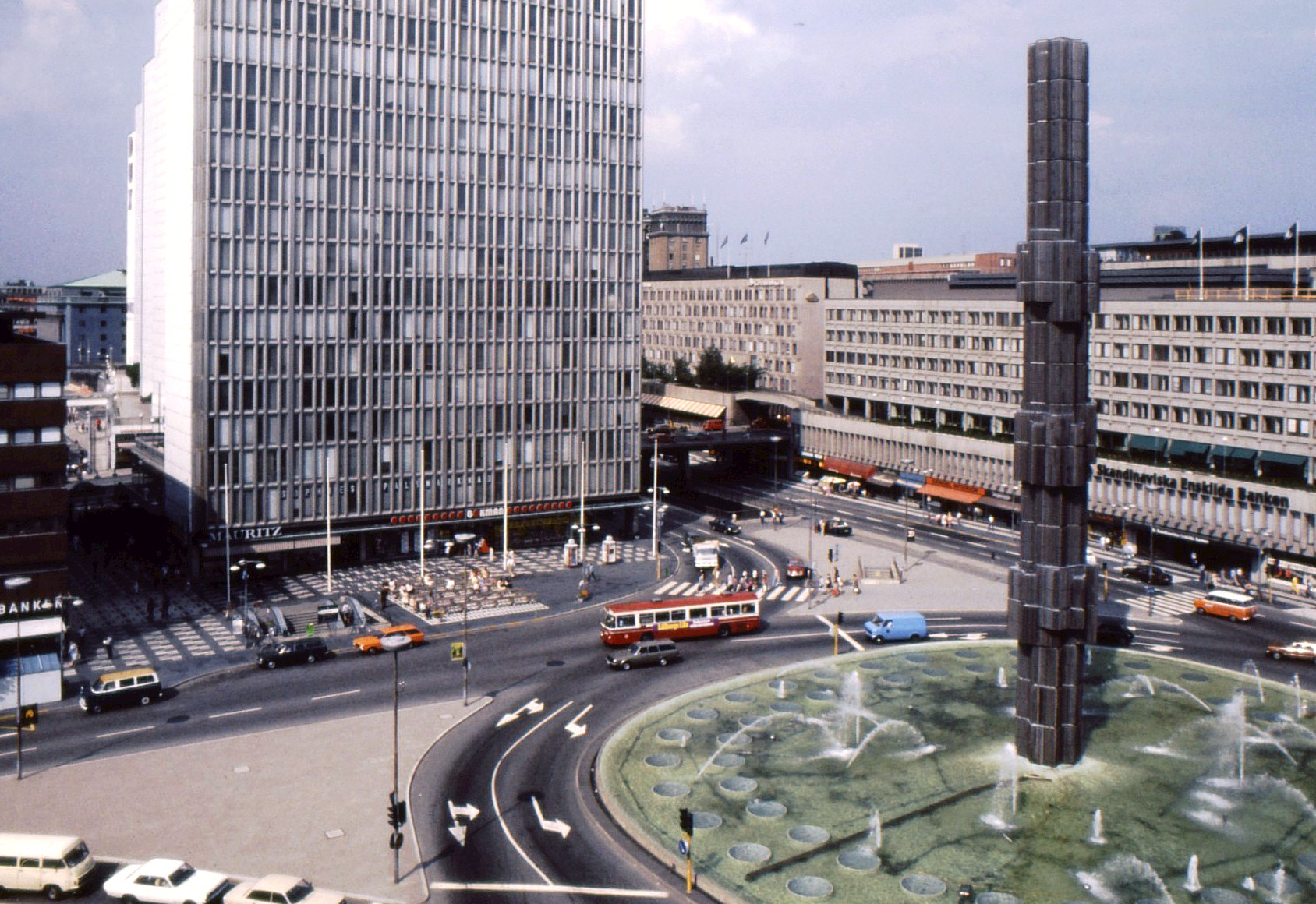
1978

## Torget då och nu
| Soltorget vid Sergels torg och Sergelfontänen, vy mot syd. På vänstra bilden från 1968 saknas Kulturhuset och glasobelisken. Högra bilden är tagen från samma punkt sommaren 2010. |  | Soltorget vid Sergels torg och Sergelfontänen, vy mot syd. På vänstra bilden från 1968 saknas Kulturhuset och glasobelisken. Högra bilden är tagen från samma punkt sommaren 2010. |
| Soltorget vid Sergels torg och Sergelfontänen, vy mot syd. På vänstra bilden från 1968 saknas Kulturhuset och glasobelisken. Högra bilden är tagen från samma punkt sommaren 2010. |  | |

Renovering av T-Centralens entré och Sergelgången under 2000-talet har gjort torget tryggare. Plattangruppen är en enhet inom polisen som har Sergels torg som sin arbetsplats med uppgift att bekämpa brottsligheten och göra torget till en tryggare plats. 
Under 1900-talets slut blev torget ökänt som plats för narkotikahandel och tillhåll för missbrukare, och många människor kom att undvika torget kvällstid. Missbrukares tillvaro på och kring Sergels torg skildras bland annat i Stefan Jarls mods-trilogi, särskilt i Ett anständigt liv (1979).

## Aktiviteter på torget

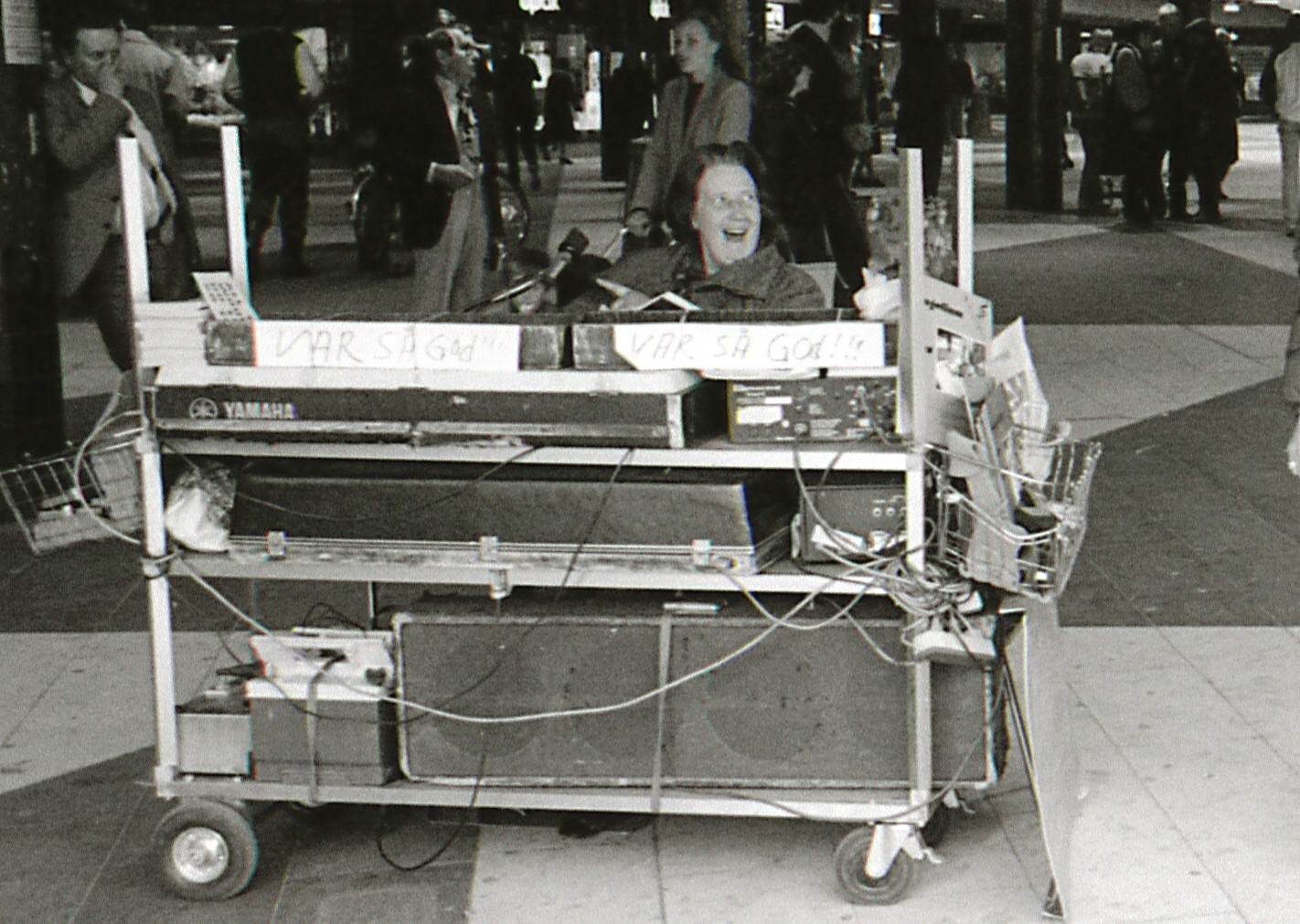
Marias enmansorkester 1980.

På torget äger många politiska demonstrationer och manifestationer rum. Vid viktiga idrottsvinster brukar glada fans använda fontänen för spontanbad. Tidigare har även ungdomar badat där i samband med studenten, men numera tömmer Stockholms stad den på vatten under denna säsong. Under 2000-talet har Sergels torg etablerats som en mötesplats för personer ur olika subkulturer, exempelvis fashioncores och poppare.
Sergels torg har även ofta använts för att fira hemkomna idrottare som segrat i diverse sporttävlingar, då främst hockeylandslaget Tre Kronor. 
Marias enmansorkester som framförde kristna sånger i sin gatumission var från 1972 till 2002 ett välkänt inslag på torget.
Sergels torgs räcken används ofta till att hänga upp valaffischer på. Sedan flera år har ungdomsförbunden MUF och SSU kämpat om att affischera Sergels torg.
Under en vecka i juni 2011 fanns ett 300 m² stort "hål" mitt på "Plattan". Det var ett 32×18 meter stort fotografi föreställande ett hål ner i berggrunden, som fotografen och konstnären Erik Johansson fick tillstånd till att lägga över det välbekanta svart-vita mönstret. Han kallar sin skapelse "Mind your step" som ger en illusion av ett hål när man betraktar det från en viss vinkel.

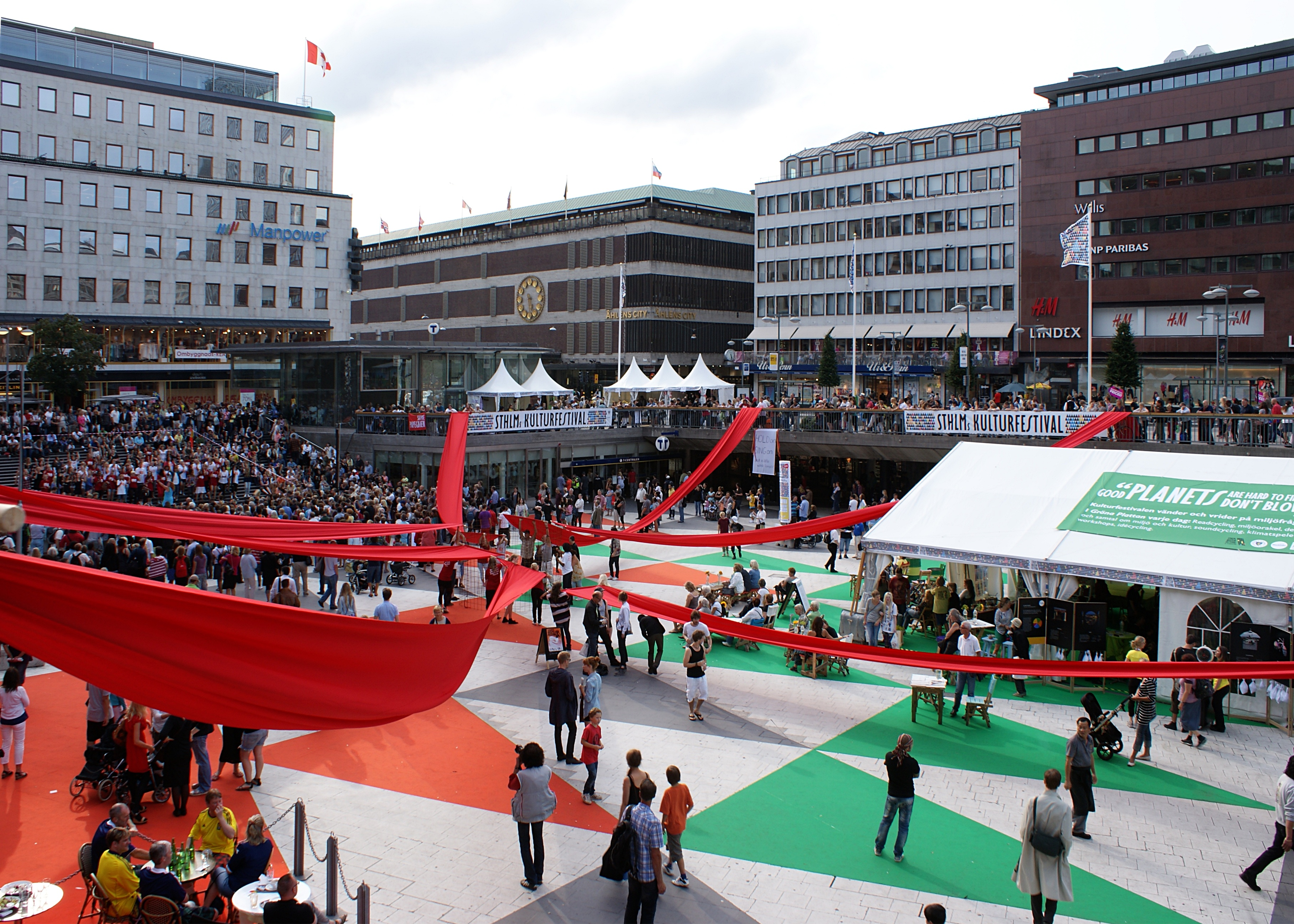
Stockholms Kulturfestival, 2010
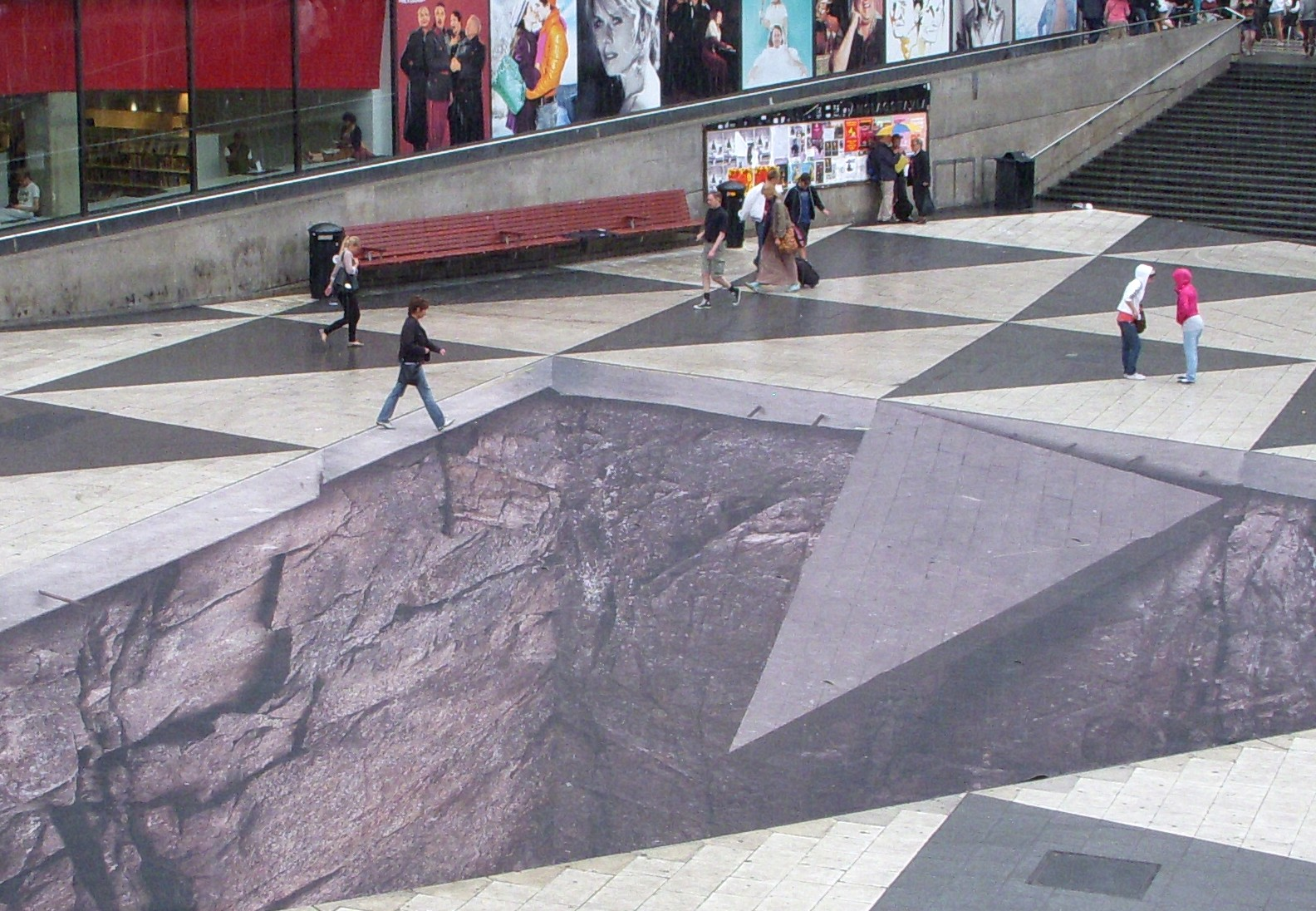
Mind your step, fotoillusion av Erik Johansson, 2011
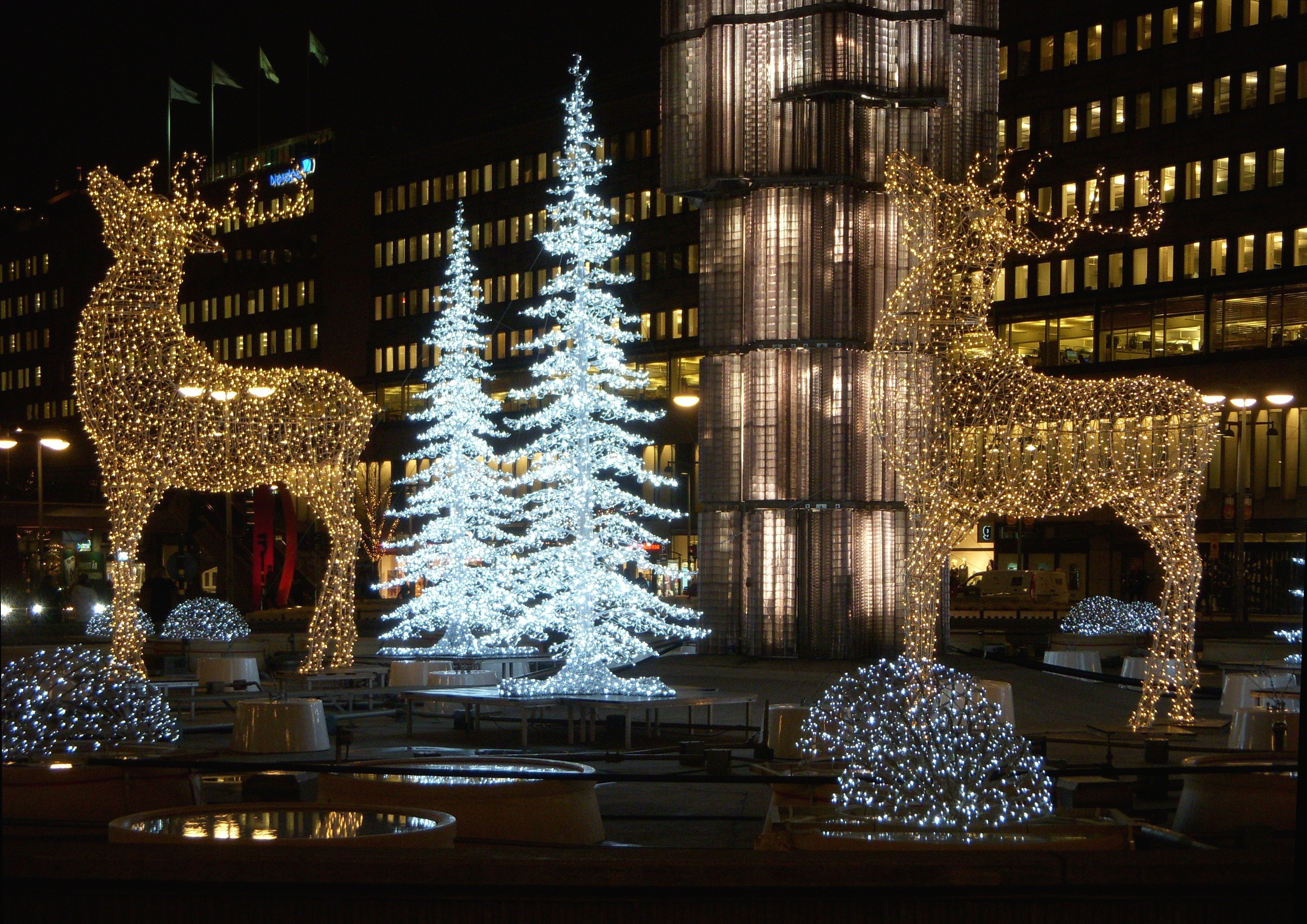
Julstämning, 2011
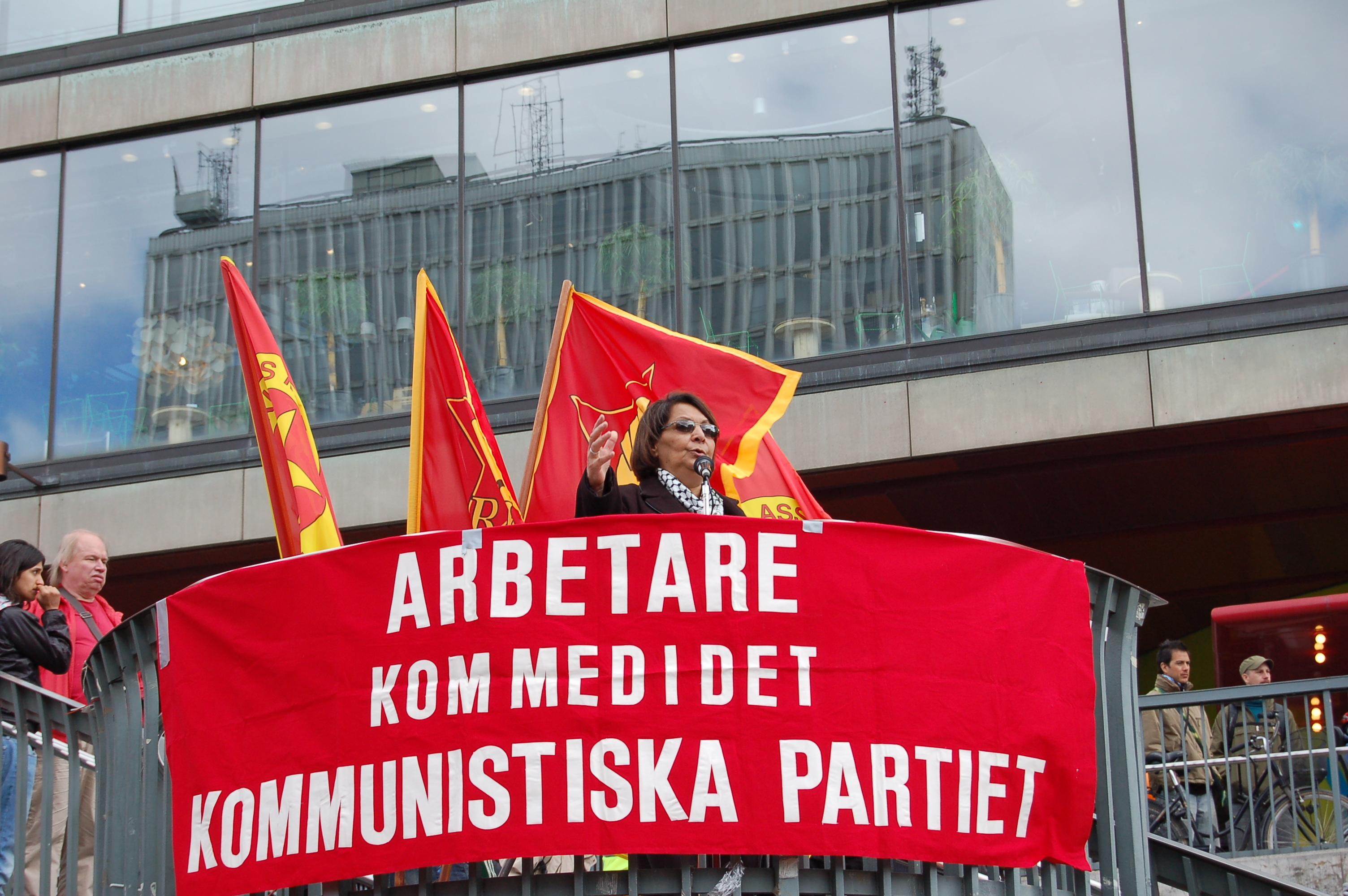
Röd front demonstrerar, 2011
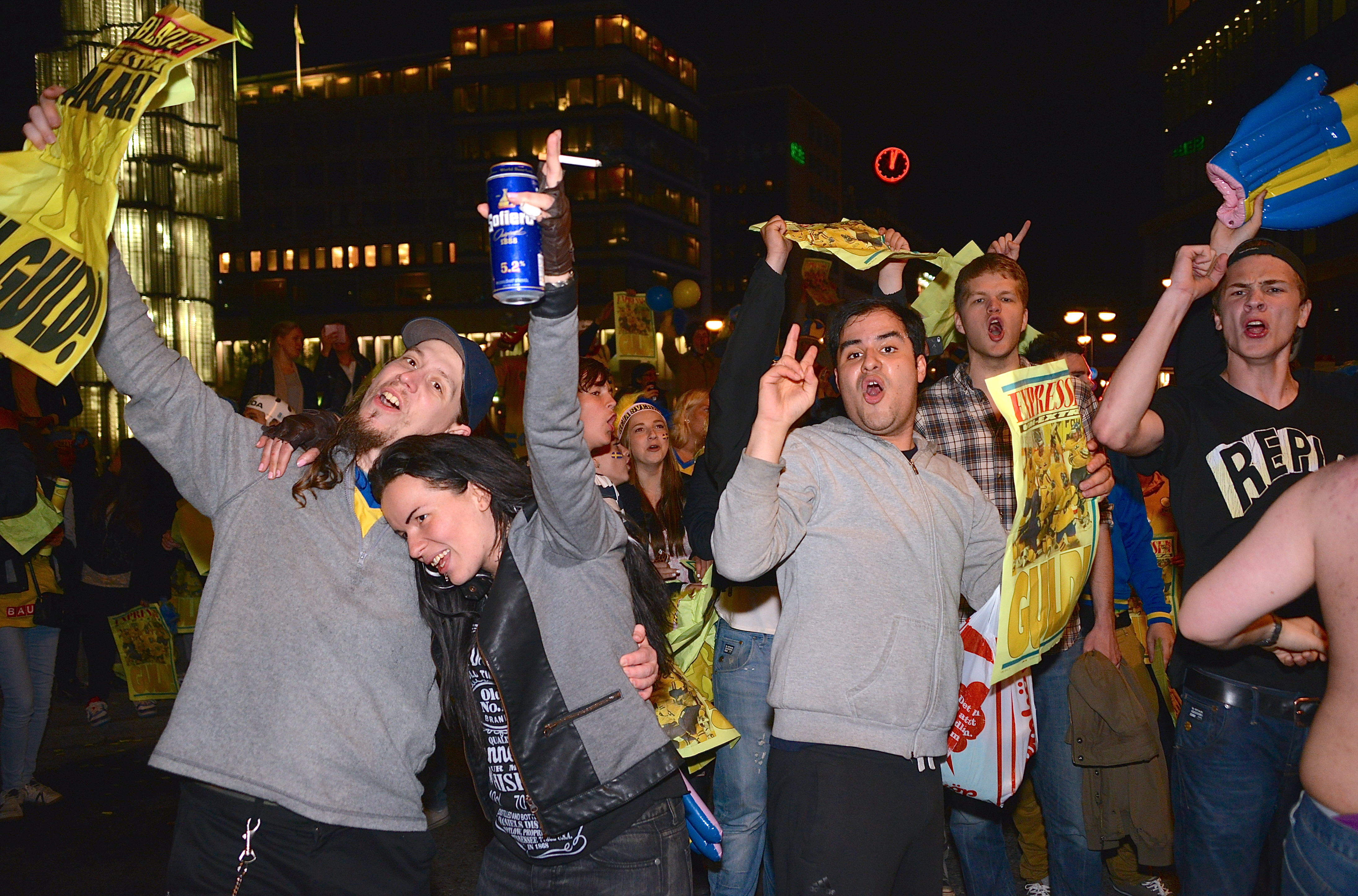
Svenskt VM-guld i ishockey, 2013
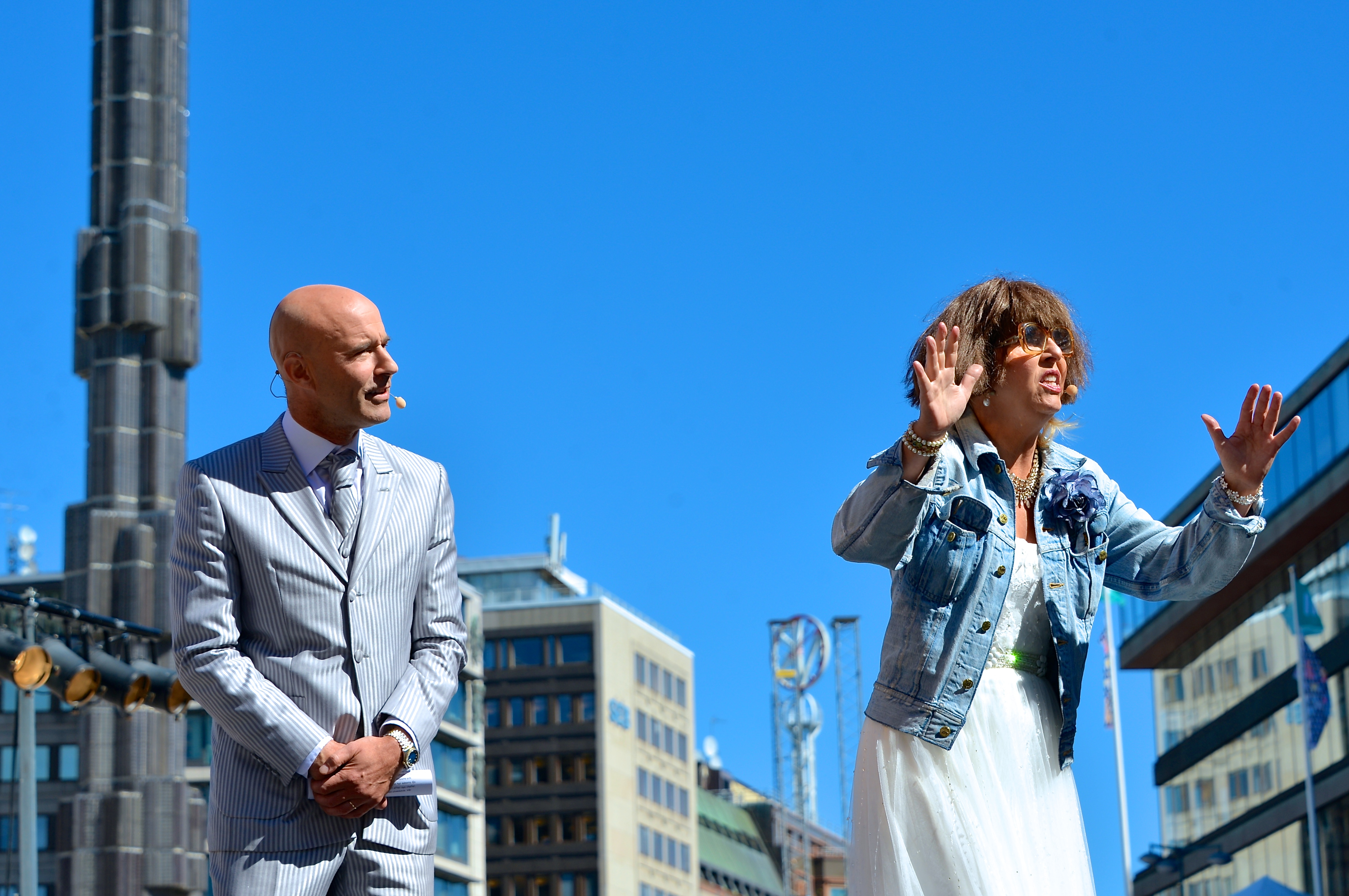
Mark Levengood och Pia Johansson på Stockholms Kulturfestival 2013
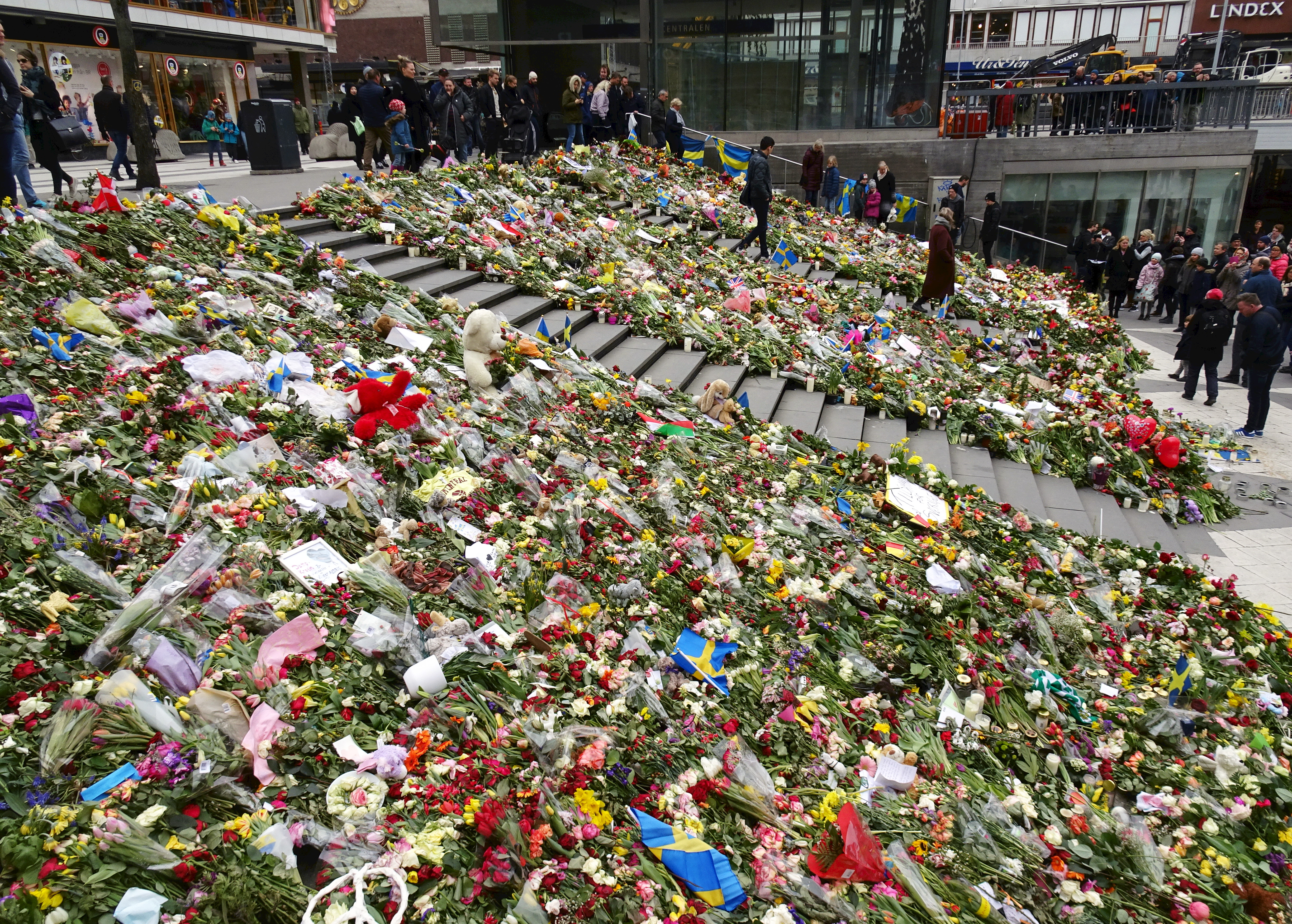
Blommor på trappan efter Attentatet i Stockholm 2017
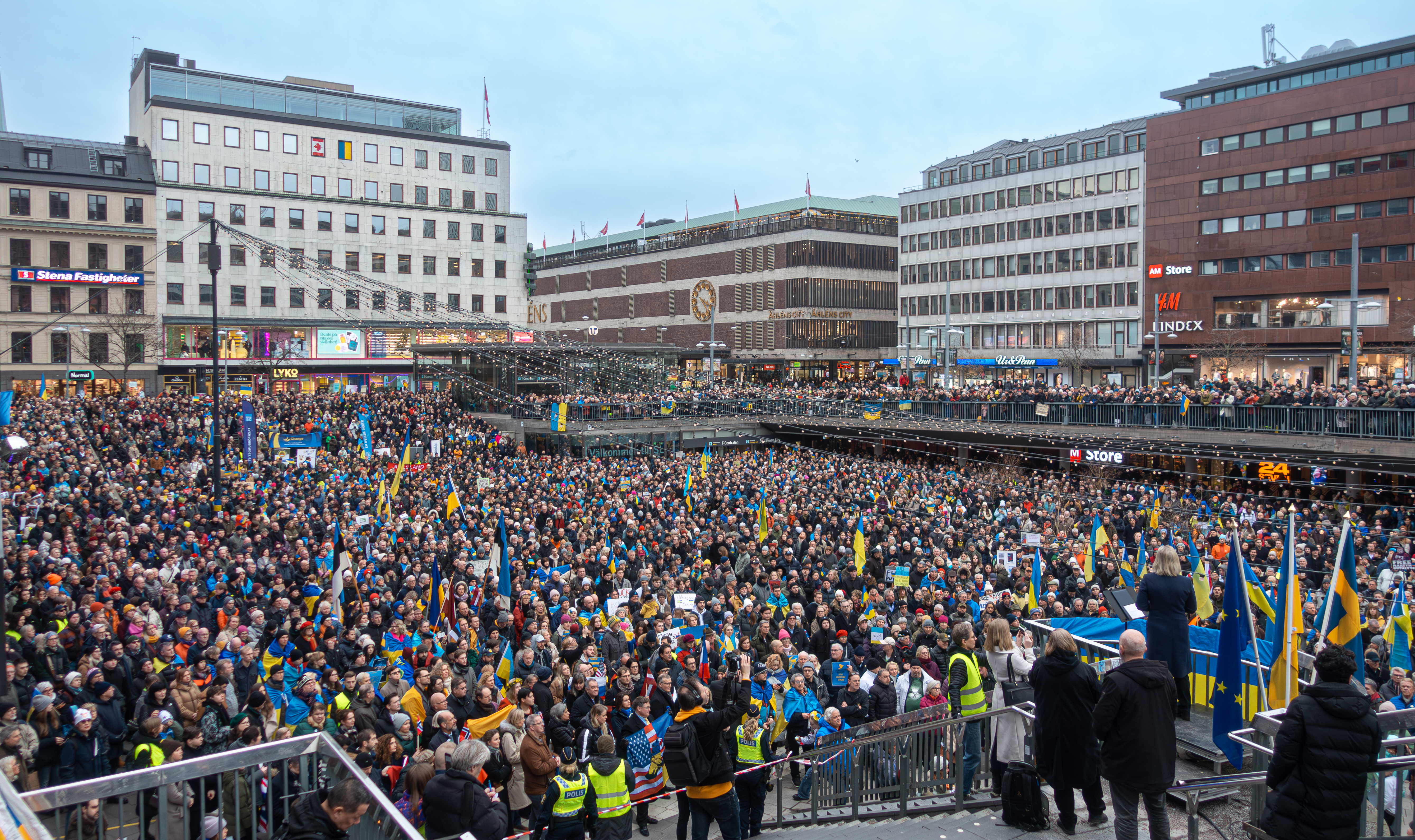
Manifestation till stöd för Ukraina på tvåårsdagen 2024 av Rysslands invasion.

## Reparation och ombyggnad
Enligt Stockholms stads projektledare för upprustningen av Sergels torg var konstruktionerna i mycket dåligt skick, vilket innebar att man måste riva upp delar av gatan. Betongdäcket läckte och konstruktionen måste förstärkas för att Spårväg City skall kunna dras fram. Sträckan mellan varuhuset NK och Stockholms central ligger på ett betongdäck som både behövde tätas och förstärkas. Bygget kom att pågå i etapper och avslutades år 2018.
Den 25 juni 2018 återinvigdes det renoverade Sergels Torg. Totalkostnaden för arbetet uppgick till 1,6 miljarder kronor. Den 3 september samma år inleddes spårvagnstrafiken över torget.

## På och vid "Plattan"

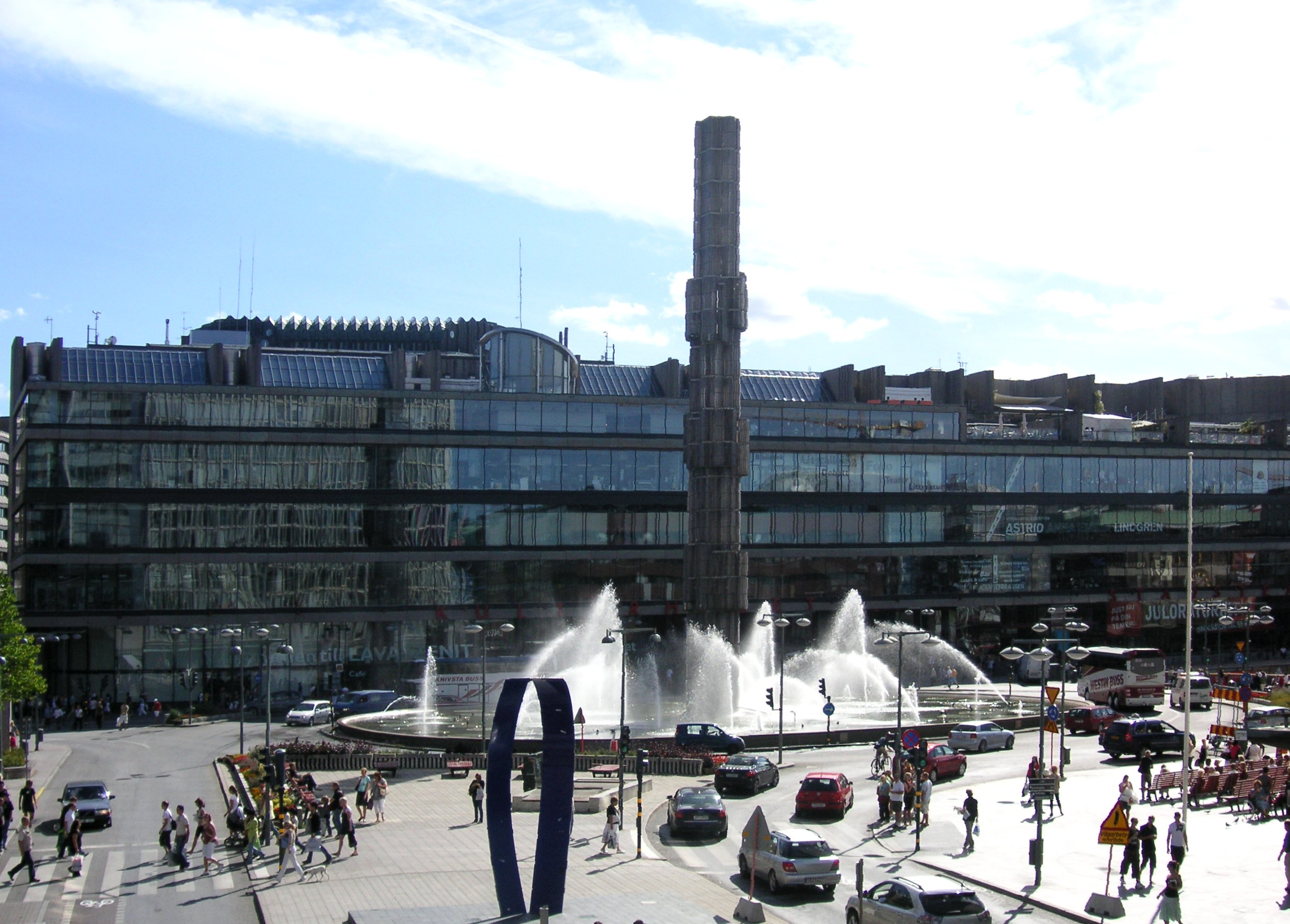
På sommaren
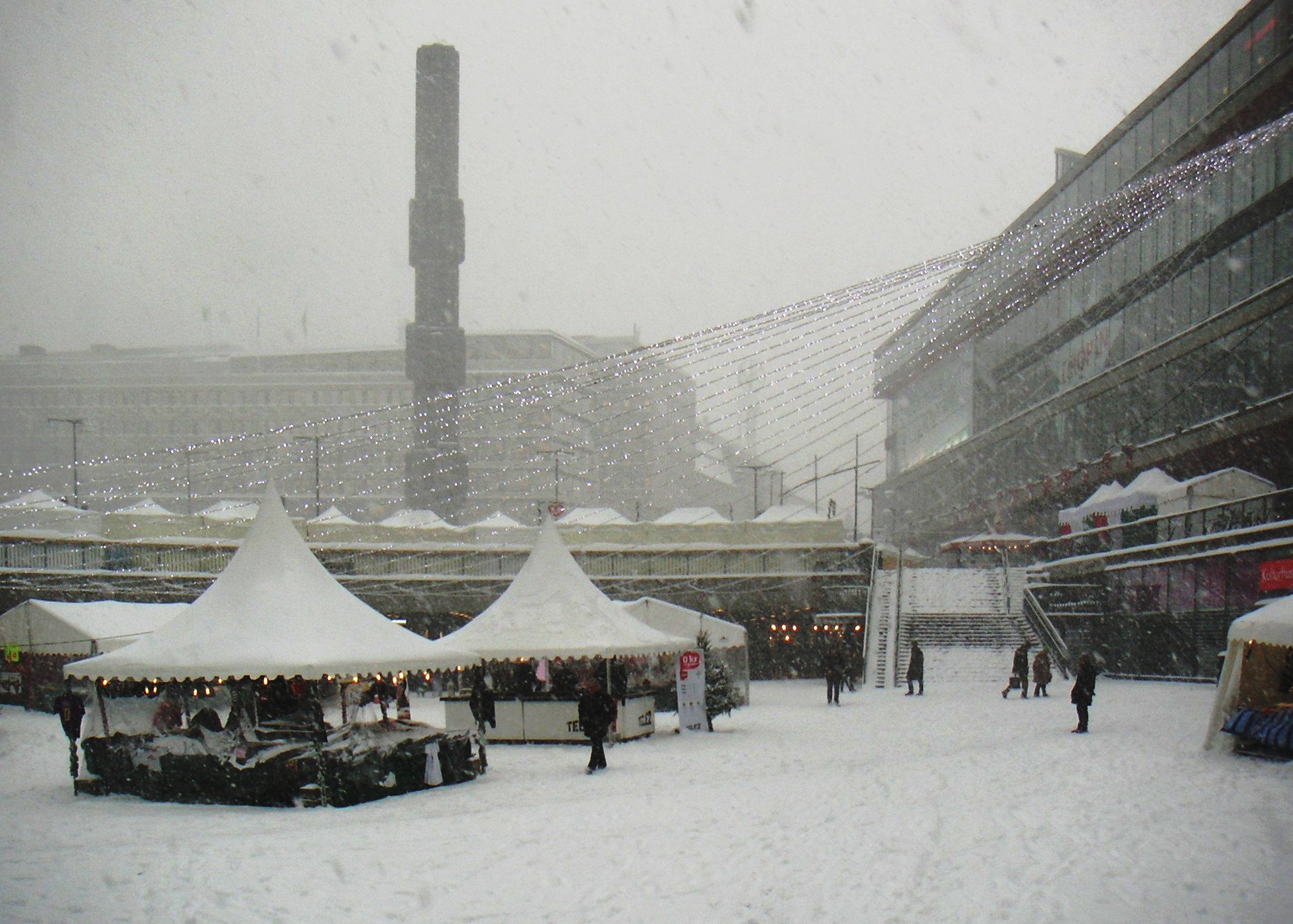
På vintern
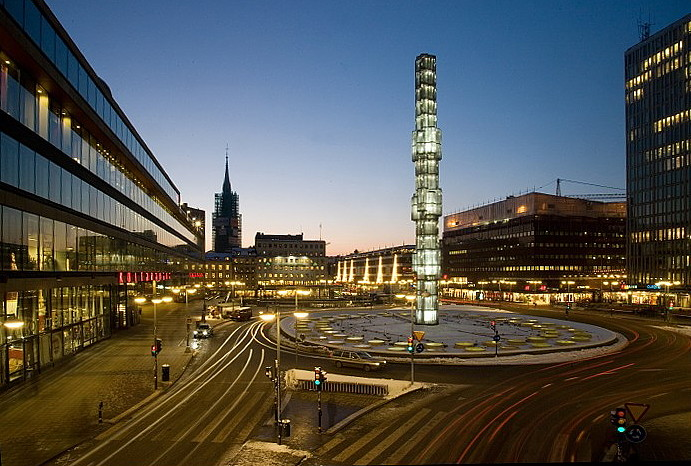
På kvällen
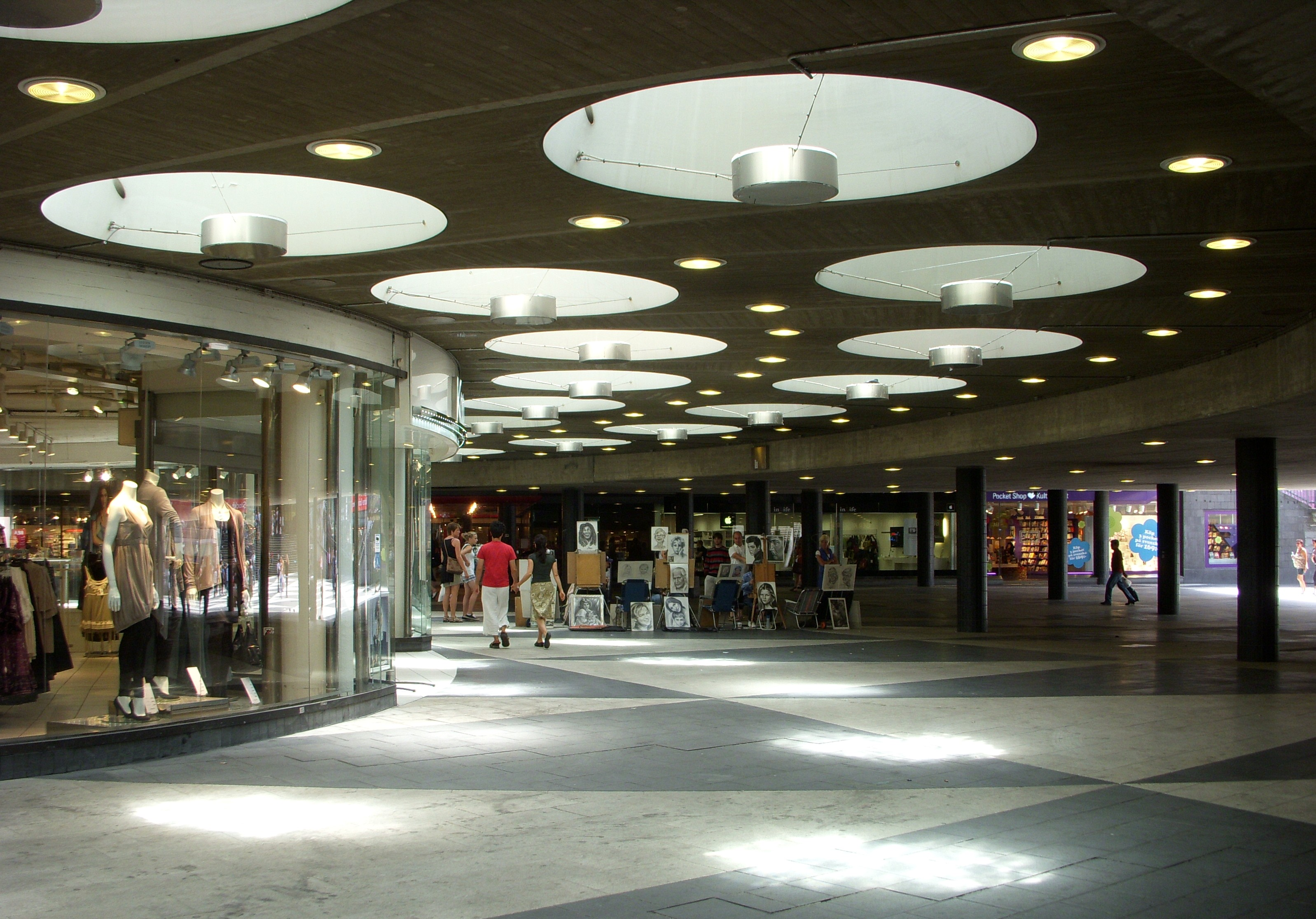
Undre våningsplanet, Sergelarkaden
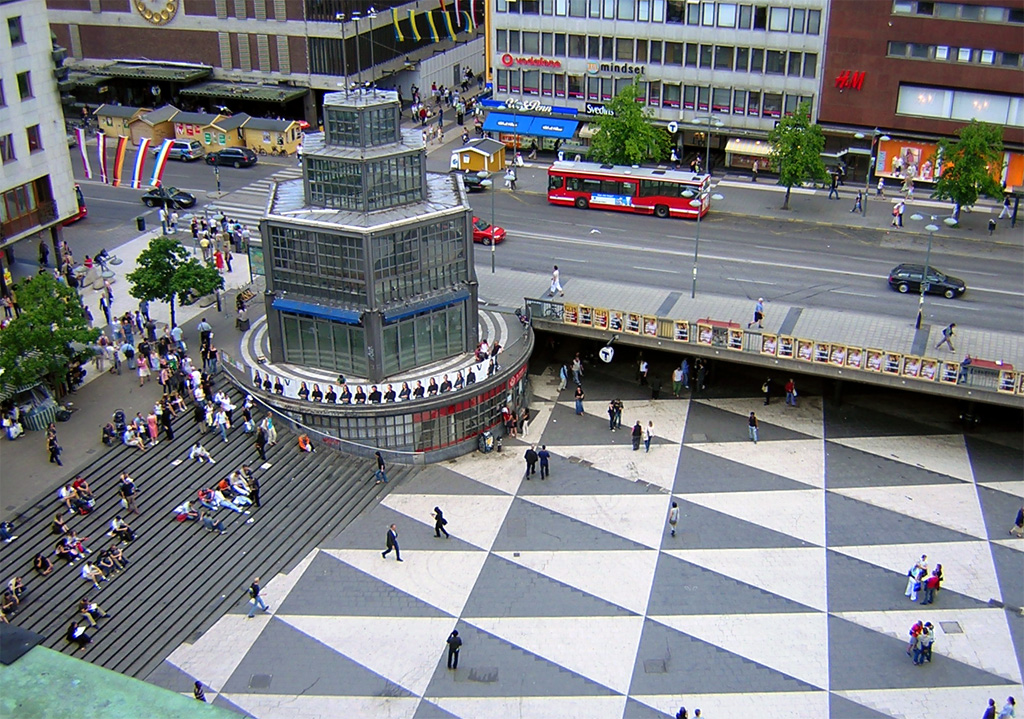
Café Muttern, uppförd 1990, riven 2004

## Anslutande byggnader och anläggningar i urval

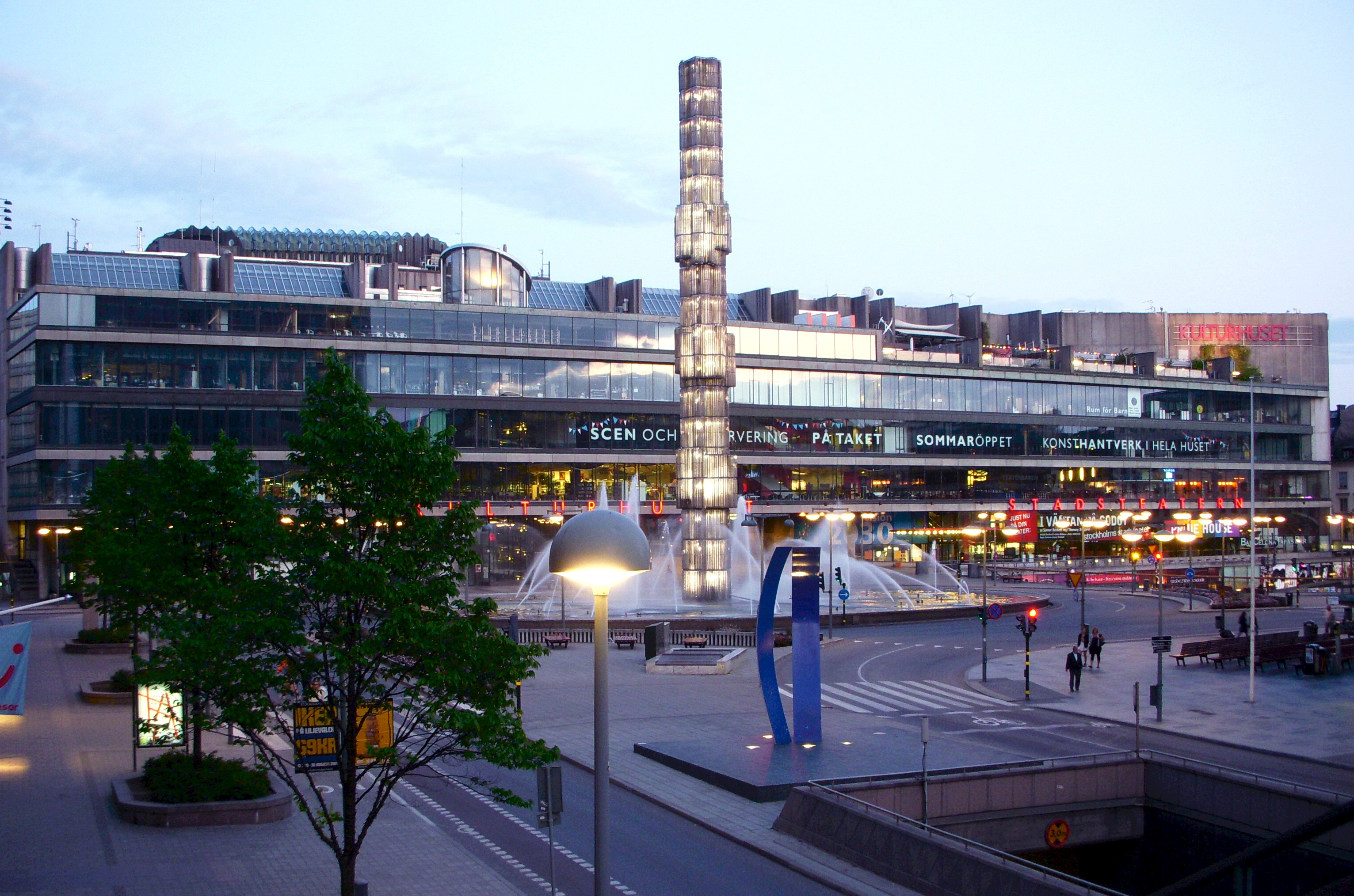
Kulturhuset.

- Brunkebergsterrassen
- Café Muttern
- Glasobelisken
- Hästskon 12
- Hötorgsskraporna
- Kulturhuset
- Länssparbankens hus
- Sergelarkaden
- Sergelfontänen
- Sergelgången
- Sergelgatan
- Skulpturen "Klara"
- Sporren 16